# 泛洋鑽探

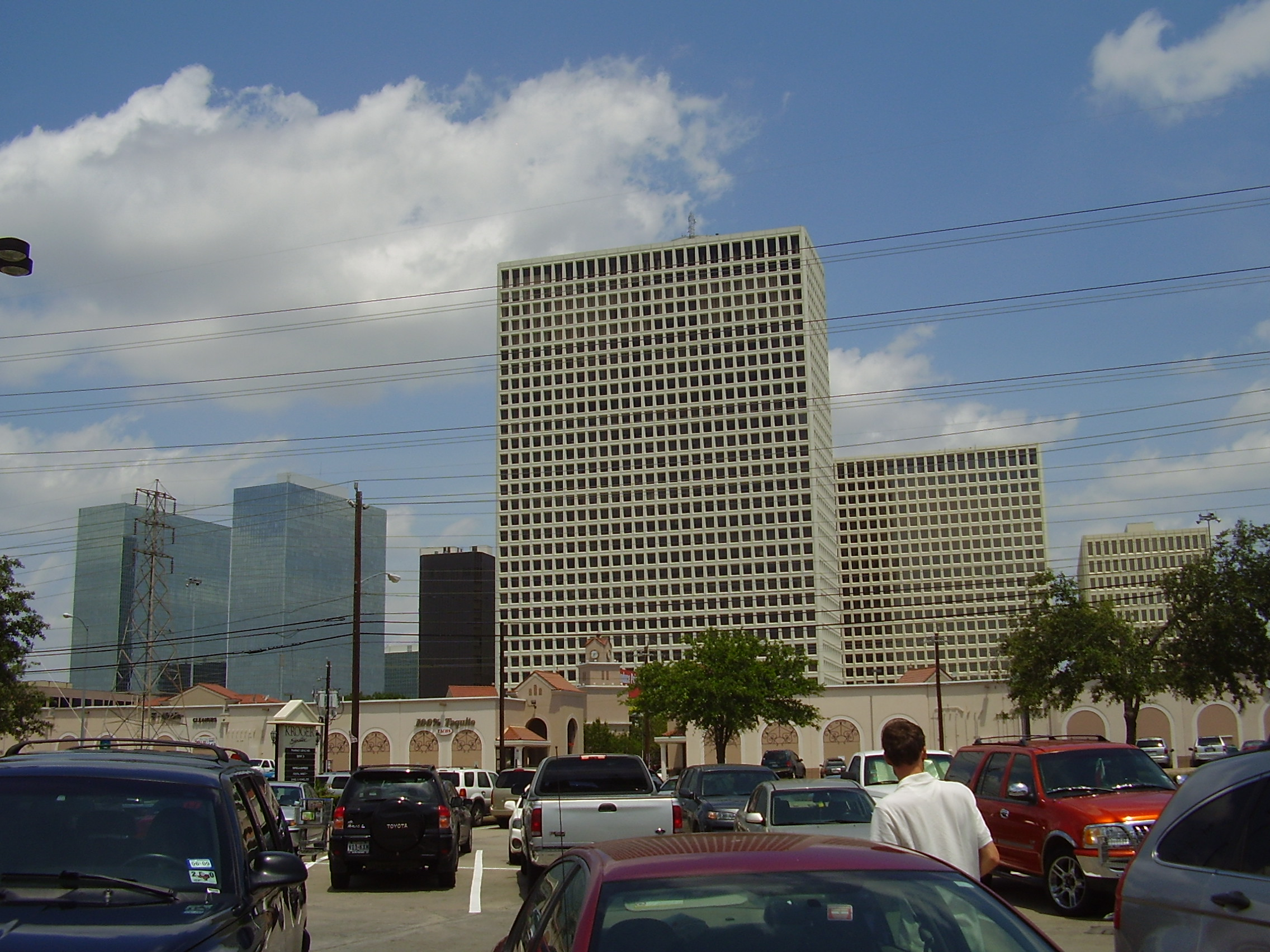
位於休斯頓绿园广场的公司大樓

泛洋鑽探（Transocean Ltd.）是一家跨國海底钻探承包商，是世界最大的同類型公司之一。其前身是1953年美國阿拉巴馬州伯明翰南方天然氣公司（Southern Natural Gas Company）創立的離岸公司（The Offshore Company），多次合併後，1996年改現名，2008年搬到瑞士。

## 外部連接
- - Transocean的商業數據：Google Finance
  - Yahoo! Finance
  - Reuters
  -  SEC filings